# Anelosimus nigrescens
Anelosimus nigrescens är en spindelart som först beskrevs av Eugen von Keyserling 1884.  Anelosimus nigrescens ingår i släktet Anelosimus och familjen klotspindlar. Inga underarter finns listade i Catalogue of Life.